# Brony
Brony – wieś w Polsce położona w województwie łódzkim, w powiecie kutnowskim, w gminie Krzyżanów. Miejscowość wchodzi w skład sołectwa Siemieniczki.
W latach 1975–1998 miejscowość administracyjnie należała do województwa płockiego.